# Miriam Roquel
Miriam Catarina Roquel Chávez es una abogada y política guatemalteca que se desempeña como ministra de Trabajo y Previsión Social de Guatemala desde enero de 2024, bajo el gobierno de Bernardo Arévalo. Anteriormente fue procuradora adjunta de los Derechos Humanos durante el mandato de Jordán Rodas.

## Biografía
Es maya k'iche' originaria de San José Chacayá, departamento de Sololá. Egresó como abogada y notaria por la Universidad de San Carlos de Guatemala. Obtuvo una maestría en derechos humanos en la Universidad Rafael Landívar. Fue docente universitaria y trabajó como defensora pública en la Defensoría Indígena de Sololá y Quetzaltenango.
En 2017, fue nombrada como procuradora adjunta I de los Derechos Humanos por el procurador de los Derechos Humanos Jordán Rodas. Llegó a ejercer como procuradora de los derechos humanos de manera interina en varias ocasiones durante la ausencia en el territorio nacional del entonces procurador Rodas. En agosto de 2022, Roquel entregó el cargo como procuradora en funciones al procurador designado Alejandro Córdova Herrera.
Luego de dejar el cargo, fue asesora de la diputada Sonia Gutiérrez Raguay y desde entonces se le ha ligado al partido Winaq. Luego de la victoria electoral de Bernardo Arévalo en las elecciones generales de 2023, Roquel fue designada para participar en el proceso de transición y posteriormente fue elegida para ocupar la cartera de Trabajo y Previsión Social. Asumió el cargo el 15 de enero de 2024.